# Linda Bresonik
Linda Bresonik, née le 7 décembre 1983 à Essen, est une footballeuse allemande évoluant au poste de milieu de terrain. Internationale allemande de 2001 à 2014, elle évolue au Paris Saint-Germain.

## Biographie

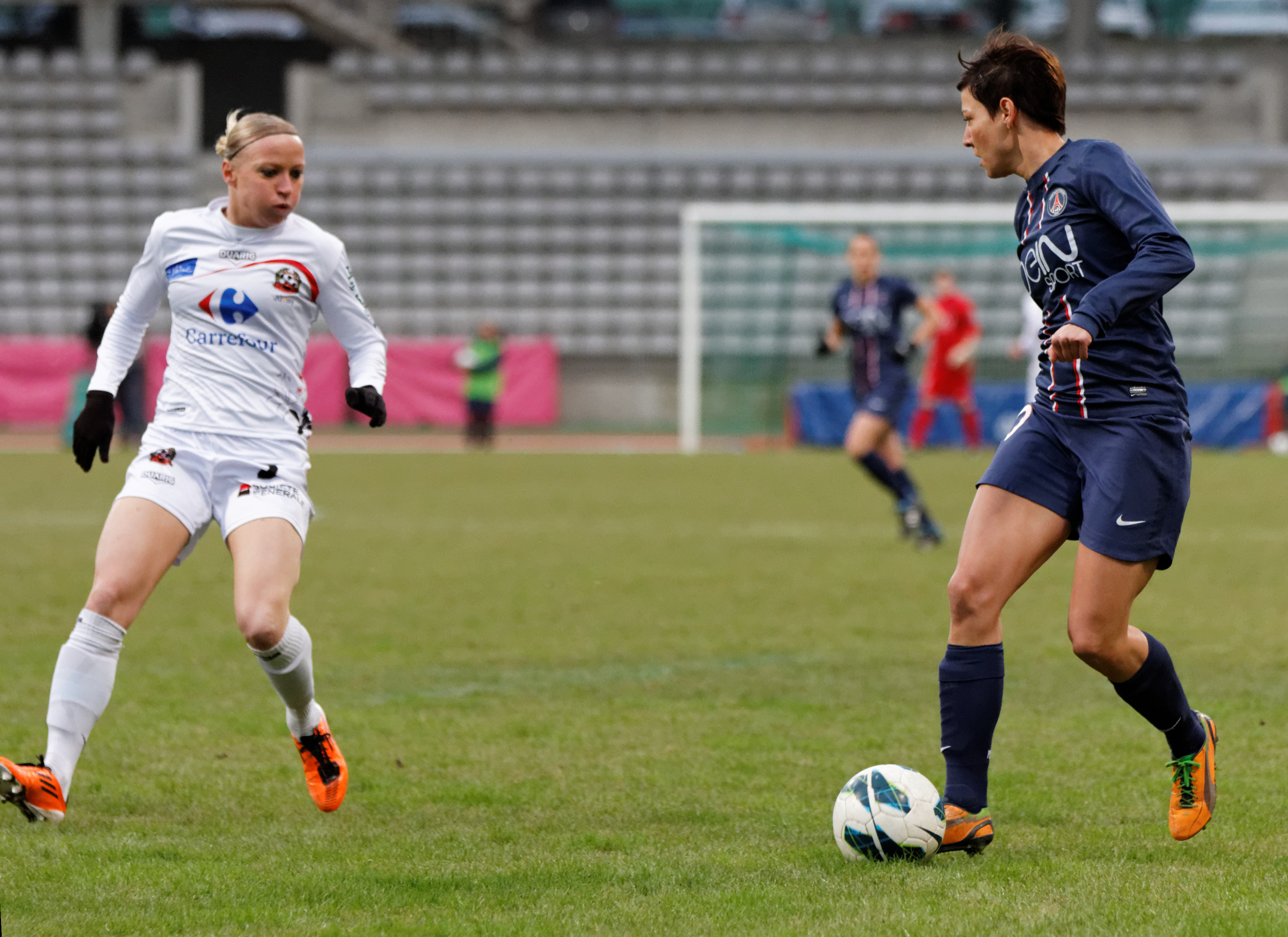
Linda Bresonik face à Nelly Guilbert lors de PSG-Juvisy (saison 2012-2013).

Linda Bresonik reçoit sa première sélection en équipe d'Allemagne le 10 mai 2001 face à l'équipe d'Italie. 
Avec l'Allemagne elle remporte la Coupe du monde féminine 2003 puis celle de 2007. Également avec sa sélection nationale elle se voit sacrée championne d'Europe en 2001 puis en 2009.

### Vie privée
Linda Bresonik est ouvertement bisexuelle. Elle est en trouple avec sa partenaire de football Inka Grings et son entraîneur Holger Fach.

## Palmarès

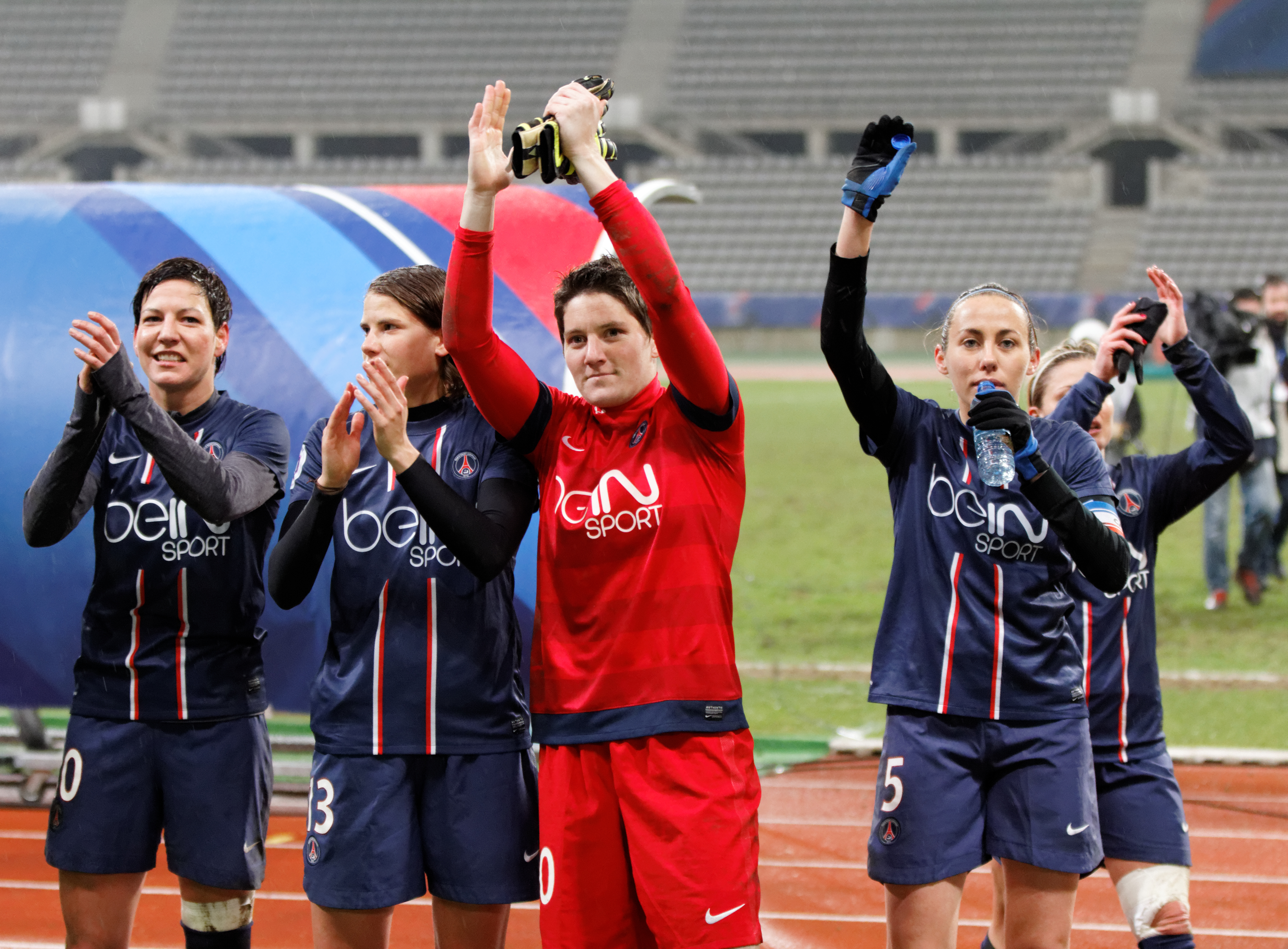
Linda Bresonik après la victoire 3-1 contre Montpellier (saison 2012-2013).

### En équipe nationale
- Vainqueur de la Coupe du monde en 2003 et 2007
- Vainqueur du Championnat d'Europe en 2001 et 2009
- Vainqueur du Championnat d'Europe des moins de 19 ans en 2002 avec l'équipe d'Allemagne -19 ans
- 3e place à la Coupe du monde des moins de 19 ans en 2002 avec l'équipe d'Allemagne -19 ans

### En club
- Vainqueur de la Ligue des champions en 2009
- Vainqueur de la Coupe d'Allemagne en 2009

### Distinctions personnelles
- Obtention du Silbernes Lorbeerblatt
- Meilleure joueuse et meilleure buteuse de la Coupe d'Allemagne 2009

## Statistiques en sélections
- 84 sélections et 8 buts en équipe d'Allemagne de 2001 à 2014
- 20 sélections en équipe d'Allemagne -19 ans
- 10 sélections en équipe d'Allemagne -17 ans